# Archäologisches Forschungsinstitut der Präfektur Nara in Kashihara
Das Archäologische Forschungsinstitut der Präfektur Nara in Kashihara (jap. 奈良県立橿原考古学研究所, Nara Kenritsu Kashihara Kōkogaku Kenkyūsho, engl. Archaeological Institute of Kashihara, Nara prefecture, kurz: „Kashikōken“ (橿考研)) ist ein Forschungsinstitut für archäologische Kulturgüter und Bodendenkmäler mit Sitz in Unebi-chō, Kashihara, Präfektur Nara in Japan. Es untersteht der Bildungsbehörde der Präfektur Nara. Es steht neben dem „Archäologischen Museum Nara“, das dem Forschungsinstitut zugeordnet ist. Die Hauptaufgabe des Forschungszentrums sind Ausgrabungen und die Erforschung archäologischer Artefakte. Das Institut ist insbesondere auch verantwortlich und bekannt für die Ausgrabung des Takamatsuzuka Kofun, eines Hügelgrabes mit seltenen und bedeutenden Wandmalereien, und für die Ausgrabung des Fujinoki-Kofun (藤ノ木古墳). Um die Forschungsergebnisse und -aktivitäten der Öffentlichkeit zugänglich zu machen, wurde dem Institut 1953 das örtliche archäologische Museum (奈良県立橿原考古学研究所附属博物館) unterstellt.

## Überblick

### Forschungsinstitut
1938 begann man anlässlich der 1940 bevorstehenden „2600 Jahrfeier Japans“ die Außenanlagen des Kashihara-Schreins instand zu setzen. Im Verlaufe der Untersuchung stieß man auf archäologische Fundstücke, die vom 13. September 1938 an unter Leitung von Masao Suenaga (1897–1991) von der Universität Kyōto erschlossen wurden. Dieser Tag gilt als Gründungstag des archäologischen Forschungsinstituts in Kashihara. Infolge des Kulturgutschutzgesetzes von 1950 richtete die lokale Bildungsbehörde der Präfektur eine Abteilung zum Schutz von Kulturgütern ein. 1951 folgte die offizielle Eröffnung als „Forschungseinrichtung für archäologische Kulturgüter“ (埋蔵文化財研究機関) unter der Leitung von Masao Suenaga. 1972 entdeckte das Forschungsinstitut die Wandmalereien im Takamatsuzuka-Kofun. Zwei Jahre darauf wurde auch das ehemalige „Archäologische Museum der Parkanlagen in Kashihara“ (旧橿原公苑考古博物館) dem Forschungsinstitut unterstellt und in „Archäologisches Museum des Forschungsinstituts Kashihara“ umbenannt. 1990 erhielt das Forschungsinstitut neue Räumlichkeiten für die Sammlung und Konservierung der archäologischen Funde. Das Forschungsinstitut führt jährlich ca. 100 wissenschaftliche Untersuchungen archäologischer Kulturdenkmäler durch.

### Museum
Das heute zum Forschungsinstitut gehörige Museum wurde 1940 als „Historisches Provinz-Yamato-Museum“ (大和国史館) gegründet und 1949 in „Historisches Yamato-Museum“ (大和歴史館) umbenannt. Bevor es dem Forschungsinstitut 1974 unter dem heute noch bestehenden Namen angegliedert wurde, erfuhr das Museum im April 1970 erneut eine Umbenennung in „Archäologisches Museum der Parkanlagen in Kashihara“ (橿原公苑考古博物館). Mit der Angliederung des Museums an das Forschungsinstitut wurden die bis dahin getrennten Aufgabenbereiche der beiden Einrichtungen vereint. Das Museum erhielt 1980 neue Räume.

## Archive
Neben Presseberichten und allgemeinen Informationen zu aktuellen Ausgrabungen findet man auf der Webseite des Forschungsinstituts auch eine Online-Datenbank mit ca. 25.000 Bildmaterialien nebst allgemeinen Angaben zu den einzelnen Grabungsstätten in der Präfektur. Diese Informationen verstehen sich als erste allgemeine Informationen, die sich in erster Linie an Besucher und interessierte Laien richten. Detailliertere Informationen für Forschungsvorhaben können angefragt werden. Zusätzlich zu diesem Angebot hat das Museum Rundgänge für Besucher zusammengestellt. Darüber hinaus ist auch der hauseigene Bestand der zur archäologischen Sammlung gehörenden Bibliothek mit ca. 15.000 Fachbüchern und Zeitschriften online abrufbar.
Das Museum zeigt Ausstellungen, die thematisch gegliedert und den einzelnen Zeitabschnitten der japanischen Archäologie und Geschichte von der japanischen Altsteinzeit bis zur Heian-Zeit zugeordnet sind. Ein weiterer Schwerpunkt sind Ausstellungen zur alten Provinz Yamato. Es besitzt neun Wichtige Kulturgüter und einen Nationalschatz (eine Gruppe von Fundstücken aus dem Fujinoki-Kofun, siehe: Liste der Nationalschätze Japans (Archäologische Materialien)).

## Anmerkung
1. ↑  Die Verwendung der heute üblichen Bezeichnung für „Museum“ (博物館, hakubutsukan) wurde erst im 1951 beschlossenen „Museumsgesetz“ (博物館法, hakubutsukanhō) geregelt. Die offizielle Eintragung des Museums mit der Bezeichnung hakubutsukan erfolgte dann 1968.